# Bijela gorušica
Bijela gorušica (lat. Sinapis alba; sin Leucosinapis alba) je jednogodišnja biljka iz porodice krstašica raširena diljem Euroazije. Vrlo slična grbici i one često rastu zajedno. Uzgaja se zbog mladih listova oštra mirisa, koji se sirovi upotrebljavaju u salatama. To je zimska biljka koja se na visokim temperaturama vrlo brzo osjemenjuje; ako se uzgaja u područjima koja obiliju kišom, listovi joj postaju grubi.
U umjerenom pojasu gorušica najbolje uspijeva ako se u proljeće i jesen posije izravno u zemlju.
Gorušica je, kao i grbica, vrlo korisna biljka ako se od jeseni do proljeća uzgaja pod pokrovom. Može se i bez zemlje uzgajati na vlažnom papirnatom kuhinjskom ubrusu položenom na tanjur i smještenom na prozorsku dasku, ili u klijalištu; po želji, može se posijati i u sjevetnu posudu s kompostom za lončanice. Ove metode se mogu primjenjivati cijele godine. Gorušica klija brže od grbice, pa ako ih se želi uzgajati zajedno, gorušicu treba posijat 2 ili 3 dana nakon grbice. Ako se želi stalna zaliha, sjeme se sije svakih 7 do 10 dana.
Željena količina gorušice se odreže kada biljčice dosegnu visinu od 3,5 - 5 cm. Budući da se prilično brzo počne osjemenivati, može se rezati samo 2 ili 3 puta.